# Ullnasjön
Ullnasjön (tidigare även Ormgårdssjön ) är en lerslättssjö i Täby och Österåkers kommuner, samt en mindre del i norr i Vallentuna kommun, Stockholms län som ingår i Åkerström-Norrströms kustområde. Sjön är 4,5 meter djup, har en yta på 2,96 kvadratkilometer och befinner sig 11 meter över havet. Den avvattnas till Östersjön (Stora Värtan) via Ullnaån. Vid provfiske har bland annat abborre, björkna, braxen och gers fångats i sjön.. Sjön har ett rikt fågelliv. På dess västra sida ligger två golfbanor samt Ullna koloniområde.

## Delavrinningsområde
Ullnasjön ingår i delavrinningsområde (659883-163373) som SMHI kallar för Utloppet av Ullnasjön. Medelhöjden är 32 meter över havet och ytan är 16,66 kvadratkilometer. Det finns inga avrinningsområden uppströms utan avrinningsområdet är högsta punkten. Avrinningsområdets utflöde Ullnaån mynnar i havet. Avrinningsområdet består mestadels av skog (59 procent). Avrinningsområdet har 3,08 kvadratkilometer vattenytor vilket ger det en sjöprocent på 18,4 procent. Bebyggelsen i området täcker en yta av 0,54 kvadratkilometer eller 3 procent av avrinningsområdet.

## Fisk
Vid provfiske har följande fisk fångats i sjön:
- Abborre
- Björkna
- Braxen
- Gärs
- Gös
- Mört
- Ruda
- Sarv
- Sutare